# Le Plessis-Patte-d'Oie
Le Plessis-Patte-d'Oie là một xã thuộc tỉnh Oise trong vùng Hauts-de-France phía bắc nước Pháp. Xã này nằm ở khu vực có độ cao trung bình 95 mét trên mực nước biển.